# Ulica Tadeusza Kościuszki w Gdańsku
Ulica Tadeusza Kościuszki (niem. Ringstraße lub Ringstrasse) – ulica w Gdańsku Wrzeszczu, jedna z głównych ulic dzielnicy Wrzeszcz Dolny, przechodząca przez osiedle Kuźniczki, dawny Polenhof i osiedle Kolonia.

## Przebieg

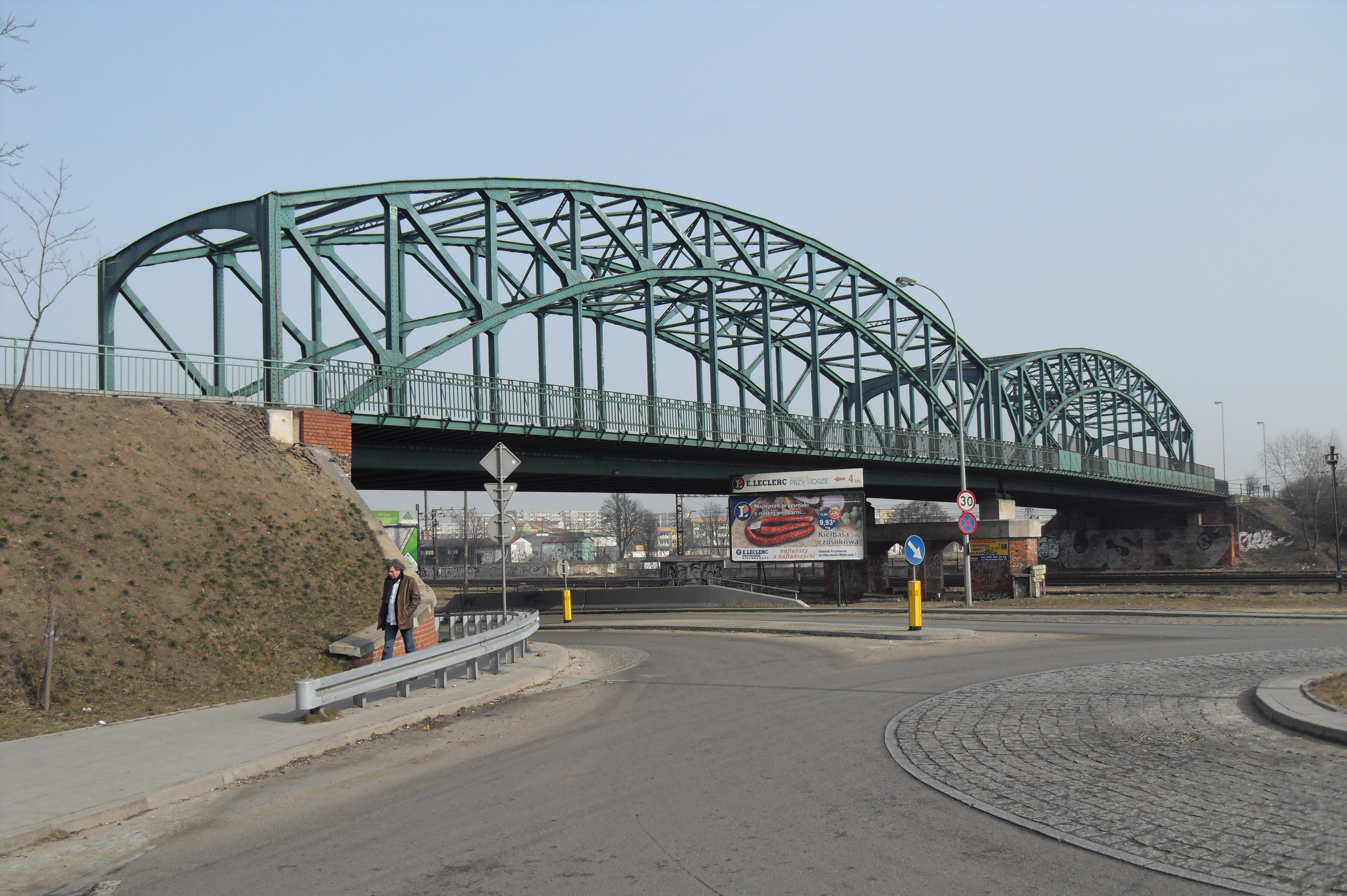
Wiadukt w ciągu ul. Kościuszki

Ulica ta łączy Dolny Wrzeszcz z Wrzeszczem Górnym, Strzyżą i Trasą Słowackiego. Swój początek bierze przy skrzyżowaniu ulic Grunwaldzkiej i Słowackiego. Po drodze przecina wiaduktem linię kolejową nr 250 oraz ważne arterie takie jak Aleja Legionów i Aleja Hallera. Kończy się koło przystanku kolejowego Gdańsk Kolonia, dochodząc do ulicy Jana Kochanowskiego.

## Historia
Od 1829 w rejonie obecnej ulicy mieścił się Wielki Plac Ćwiczeń (Grosse Exercierplatz) gdańskiego garnizonu pruskiego. Przed pierwszą wojną światową przestrzeń Placu wykorzystywano jako miejsce międzylądowań pierwszych samolotów wojskowych i sterowców. Wkrótce powstało tam Lotnisko Gdańsk-Wrzeszcz.
W czasach Wolnego Miasta Gdańska (1920-1939) w rejonie ulicy znajdowało się skupisko mniejszości polskiej, z osiedlem mieszkalnym określanym jako Polenhof, polską parafią św. Stanisława i polskim wielosekcyjnym klubem sportowym „Gedania Gdańsk”.
W 1930 z Heeresanger (współcześnie al. Legionów) doprowadzono linię tramwajową (z uwagi na niemiecką nazwę ulicy − Ringstrasse − kursujące tą linią tramwaje Tw269 zaczęto określać potocznie jako Ring); na skrzyżowaniu znajdował się przystanek końcowy, a następnie, od lat 50., pętla tramwajowa (zlikwidowana w latach 80. XX wieku). Do lat 60. linia tramwajowa przecinała też ulicę na skrzyżowaniu z ul. Bolesława Chrobrego (linia łącząca ul. Waryńskiego z Brzeźnem).
Do 1935 ulica nosiła nazwę Ringstrasse, w latach 1935-1945 nazywała się Magdeburger Straße.

## Charakterystyczne obiekty
- Galeria Bałtycka – przy skrzyżowaniu z Aleją Grunwaldzką
- wiadukt nad linią kolejową w pobliżu stacji kolejowej Gdańsk Wrzeszcz
- Stadion i hala sportowa KS "Gedania" (wyłączone z eksploatacji w 2011)
- przystanek kolejowy Gdańsk Kolonia (wyłączony z eksploatacji w 2005)